# Campeonato Sudamericano de Voleibol Femenino Sub-20 de 2002
La XVI edición del Campeonato Sudamericano de Voleibol Femenino Sub-20 se llevó a cabo del 21 al 25 de octubre en el departamento de La Paz, Bolivia. Los equipos nacionales compitieron por un cupo para el Campeonato Mundial de Voleibol Femenino Sub-20 de 2003 a realizarse en Tailandia. 

## Equipos participantes
- Argentina
- Brasil
- Bolivia
- Chile
- Perú
- Venezuela

## Primera fase

### Grupo

#### Resultados
| Fecha    | Encuentro             | Resultado | Set   | Set   | Set   | Set   | Set | Puntuación total |
| Fecha    | Encuentro             | Resultado | 1     | 2     | 3     | 4     | 5   | Puntuación total |
| -------- | --------------------- | --------- | ----- | ----- | ----- | ----- | --- | ---------------- |
| 21-10-02 | Argentina - Chile     | 3-0       |       |       |       |       |     |                  |
| 21-10-02 | Brasil - Venezuela    | 3-0       | 25-17 | 25-18 | 25-21 |       |     | 75-33            |
| 21-10-02 | Perú - Bolivia        | 3-0       |       |       |       |       |     |                  |
| 22-10-02 | Venezuela - Chile     | 3-0       |       |       |       |       |     |                  |
| 22-10-02 | Argentina - Bolivia   | 3-0       | 25-12 | 25-12 | 25-13 |       |     | 75-56            |
| 22-10-02 | Brasil - Perú         | 3-0       | 25-11 | 25-13 | 25-11 |       |     | 75-35            |
| 23-10-02 | Brasil - Bolivia      | 3-0       | 25-13 | 25-20 | 25-10 |       |     | 75-43            |
| 23-10-02 | Perú - Chile          | 3-0       |       |       |       |       |     |                  |
| 23-10-02 | Venezuela - Argentina | 3-2       |       |       |       |       |     |                  |
| 24-10-02 | Argentina - Perú      | 3-0       |       |       |       |       |     |                  |
| 24-10-02 | Brasil - Chile        | 3-0       | 25-15 | 25-17 | 25-07 |       |     | 75-39            |
| 24-10-02 | Venezuela - Bolivia   | 3-0       |       |       |       |       |     |                  |
| 25-10-02 | Venezuela - Perú      | 3-1       | 18-25 | 25-14 | 26-24 | 25-12 |     | 94-75            |
| 25-10-02 | Brasil - Argentina    | 3-0       | 25-15 | 25-21 | 25-21 |       |     | 75-58            |
| 25-10-02 | Bolivia - Chile       | 3-0       | 25-17 | 25-16 | 25-20 |       |     | 75-53            |

#### Clasificación
| Pos | Equipo    | PJ | PG | PP | SF | SC | PTS |
| --- | --------- | -- | -- | -- | -- | -- | --- |
| 1   | Brasil    | 5  | 5  | 0  | 15 | 0  | 5   |
| 2   | Venezuela | 5  | 4  | 1  | 12 | 6  | 4   |
| 3   | Argentina | 5  | 3  | 2  | 8  | 6  | 3   |
| 4   | Perú      | 5  | 2  | 3  | 4  | 9  | 2   |
| 5   | Bolivia   | 5  | 1  | 4  | 3  | 9  | 1   |
| 6   | Chile     | 5  | 0  | 5  | 0  | 12 | 0   |

## Clasificación general
| Pos | Equipo    |
| --- | --------- |
| 1   | Brasil    |
| 2   | Venezuela |
| 3   | Argentina |
| 4   | Perú      |
| 5   | Bolivia   |
| 6   | Chile     |

| Predecesor: Colombia 2000 | Campeonato Sudamericano de Voleibol Femenino Sub-20 Bolivia 2002 | Sucesor: Bolivia 2004 |